# سليم ملوك
سليم ملاخ (مواليد 1 يوليو 1957) هو لاعب كرة قدم عراقي دولي سابق، لعب مع منتخب العراق لكرة القدم في بطولة ميرديكا 1977، كأس الخليج العربي 5 وتصفيات كأس العالم 1982.

## الأهداف الدولية
الأهداف والنتائج تُظهر أهداف العراق أولاً.
| # | التاريخ       | الملعب            | الخصم  | النتيجة | النهائي | البطولة     |
| - | ------------- | ----------------- | ------ | ------- | ------- | ----------- |
| 1 | 7 فبراير 1979 | ملعب الشعب، بغداد | فنلندا | 2–0     | 2–0     | مباراة ودية |

## الإنجازات
القوة الجوية
- كأس العراق: 1977–78

العراق تحت 20 سنة
- كأس آسيا تحت 20 سنة: 1975

العراق
- كأس الخليج العربي: 1979